# Oberon Media
Oberon Media là một công ty trò chơi đa nền tảng, cung cấp các trò chơi thông thường qua mạng, xã hội, điện thoại di động / điện thoại thông minh, truyền hình tương tác và các loại bán lẻ. Các trò chơi Oberon đã được các công ty truyền thông và kỹ thuật số toàn cầu chấp nhận như Acer, Microsoft, AT & T, Yahoo !, Electronic Arts và Orange France.
Được thành lập vào năm 2003, Oberon Media có trụ sở tại New York với các văn phòng tại Bắc Mỹ, Châu Âu và Châu Á. Các thành viên của công ty bao gồm Goldman Sachs, Morgan Stanley và Oak Investment Partners. Nhà sáng lập nên công ty Jane Jensen là nhà thiết kế của trò chơi phiêu lưu Gabriel Gabriel nổi tiếng và được đánh giá cao.
Oberon Games phát triển một số trò chơi cho Windows Vista mà sau này cũng có trong Windows 7. Những trò chơi này bao gồm Purble Place, Chess Titans, và Mahjong Titans.